# Ріхард Абеґґ
Ріхард Вільгельм Генріх Абеґґ (нім. Richard Wilhelm Heinrich Abegg; 9 січня 1869, Данціґ — 3 квітня 1910, біля Кошаліна) — німецький хімік, основоположник електронних уявлень про валентність.

## Біографія
Народився 9 січня 1869 року в місті Данцігу (нині Гданськ, Польща). Після закінчення середньої школи протягом 1886—1891 років вивчав органічну хімію в Кільському, Тюбінгенському і Берлінському університетах. У 1891 році захистив докторську дисертацію, виконану під керівництвом Августа Вільгельма фон Гофмана.
З 1894 року працював у Геттінгенському університеті (з 1897 року — професор); з 1899 року — приват-доцент Вищої технічної школи в Бреслау.
Загинув під час катастрофи повітряної кулі 3 квітня 1910 року біля міста Кошаліна.

## Наукова діяльність
Спочатку спеціалізувався на органічній хімії, згодом під керівництвом Сванте Августа Арреніуса, Вальтера Германа Нернста, Вільгельма Фрідріха Оствальда працював у галузі фізичної хімії, зокрема досліджував: зниження точки замерзання рідини внаслідок утворення розчину; швидкість дифузії іонів у розчинах солей; електропровідність розплавлених солей; техніку фотографічної фіксації; теорію полярності хімічної спорідненості; визначення хімічних рівноваг та інше.
Зробив вагомий внесок у розвиток теорії валентності — сформулював правило, згідно з яким різниця між найбільшим та найменшим ступенем окислення хімічного елементу тяжіє до числа 8 (правило Абеґґа; згодом розвинуте Гілбертом Ньютоном Льюїсом в правило октету). Разом із Фрідріхом Ауербахом у 1905 році розпочав видавати багатотомний «Довідник з неорганічної хімії», що залишився незакінченим. Автор праць:
- Über das Chrysen und seine Derivate. Berlin, 1891;
- Die Elektronaffinität, ein neues Prinzip der chemischen Systematik // Zeitschrift für anorganische Chemie. 1899. Bd. 20. H. 5 (у співавторстві з Гвідо Бодлендером);
- Anleitung zur Berechnung volumetrischer Analysen. Breslau, 1900;
- Die Theorie der elektrolytischen Dissociation. Stuttgart, 1903;
- Physikalisch-chemische Rechenaufgaben. Berlin; Leipzig, 1914.